# Железный зал
Железный зал — памятник архитектуры. Расположен в Петроградском районе Санкт-Петербурга, современный адрес дома — Александровский парк, 4.

## История
В 1896 году в Нижнем Новгороде проходила XVI Всероссийская промышленная и художественная выставка. На ней архитектор А. Н. Померанцев представил павильон со стеклянным куполом и металлическим каркасом, изготовленным на московском заводе Гужона; в нём размещался художественный отдел выставки. В 1898 году принц Ольденбургский, председатель Петербургского городского попечительства о народной трезвости, обратился в Министерство финансов с ходатайством, чтобы металлические конструкции оставшегося без применения павильона были перенесены в Санкт-Петербург для строительства на их основе зала для народных развлечений. Проектирование и строительство здания под руководством Г. И. Люцедарского началось летом 1899 года, когда было найдено подходящее место. Здание, которое получило название «Народный дом Императора Николая II», было закончено к декабрю 1900 года.
Фасад здания был облицован светлым кирпичом и украшен «в выступающих частях» колоннами из песчаника. Металлические ажурные столбы внутри здания были оставлены открытыми, то есть не только являлись несущими элементами, но и были видны в интерьере, что придавало сооружению впечатление лёгкости конструкции, а также дало название этой части Народного дома.
Здание обращено главным фасадом к Александровскому парку и Кронверкскому проспекту за ним. У здания трёхчастная симметричная композиция с высоким куполом и глубокой лоджией с арками по центру. В простенках арок были сделаны трёхчетвертные колонны, в том же ритме на стенах боковых крыльев здания расположены пилястры. «Железный зал» был предназначен для концертов, гуляний и народных чтений; к нему был пристроен двухэтажный флигель для столовых, рассчитанных на 1500 человек, с двумя большими полукруглыми балконами-террасами, а также кухня и посудомойня.
В Железном зале были расположены аттракционы и эстрада с фокусниками, жонглёрами, оркестрами, хорами, феериями и мелодрамами.
8 января 1920 года в зале открылся Театр художественного дивертисмента под руководством С. Э. Радлова, позднее названный театром народной драмы (или театром «Народная комедия»). В 1920 году они перебрались в другой зал, с 1933 года в Железном зале работал Детский музыкальный театр, позднее — Театральный институт.
Во время Великой Отечественной войны Железный зал был столь сильно повреждён, что обсуждалось его использование лишь как склада или мастерских — фактически оставались лишь крыша и стены, интерьеры в дальнейшем пришлось создавать заново.
В конце 1950 года зал заняло «Стереокино», а вслед за ним, 5 ноября 1959 года — планетарий. При адаптации под планетарий Р. А. Брегман завершила постройку небольшой купольной обсерваторией.